# Centropyge
Centropyge is een geslacht van straalvinnige vissen uit de familie van engel- of keizersvissen (Pomacanthidae). Het geslacht is voor het eerst wetenschappelijk beschreven in 1860 door Johann Jakob Kaup.

## Soorten
De volgende soorten zijn bij het geslacht ingedeeld:
- Centropyge abei Allen, Young & Colin, 2006
- Centropyge acanthops (Norman, 1922)
- Centropyge argi Woods & Kanazawa, 1951
- Centropyge aurantia Randall & Wass, 1974
- Centropyge aurantonotus Burgess, 1974
- Centropyge bicolor (Bloch, 1787)
- Centropyge bispinosa (Günther, 1860)
- Centropyge boylei Pyle & Randall, 1992
- Centropyge colini Smith-Vaniz & Randall, 1974
- Centropyge debelius Pyle, 1990
- Centropyge eibli Klausewitz, 1963
- Centropyge ferrugata Randall & Burgess, 1972
- Centropyge fisheri (Snyder, 1904)
- Centropyge flavicauda Fraser-Brunner, 1933
- Centropyge flavipectoralis Randall & Klausewitz, 1977
- Centropyge flavissima (Cuvier, 1831)
- Centropyge heraldi Woods & Schultz, 1953
- Centropyge hotumatua Randall & Caldwell, 1973
- Centropyge interruptus (Tanaka, 1918)
- Centropyge joculator Smith-Vaniz & Randall, 1974
- Centropyge loricula (Günther, 1874)
- Centropyge multicolor Randall & Wass, 1974
- Centropyge multifasciata (Smith & Radcliffe, 1911)
- Centropyge multispinis (Playfair, 1867)
- Centropyge nahackyi Kosaki, 1989
- Centropyge narcosis Pyle & Randall, 1993
- Centropyge nigriocella Woods & Schultz, 1953
- Centropyge nox (Bleeker, 1853)
- Centropyge potteri (Jordan & Metz, 1912)
- Centropyge resplendens Lubbock & Sankey, 1975
- Centropyge shepardi Randall & Yasuda, 1979
- Centropyge tibicen (Cuvier, 1831)
- Centropyge venusta (Yasuda & Tominaga, 1969)
- Centropyge vrolikii (Bleeker, 1853)